# Isla San Luis
Isla San Luis  es el nombre de isla de México ubicada en el Golfo de California o Mar de Cortés, que administrativamente depende del estado de Baja California, específicamente se encuentra dentro de la jurisdicción del municipio de Mexicali.
Su territorio se encuentra 1.458 kilómetros al noroeste del centro aproximado de México y 1.935 kilómetros al noroeste de la capital, Ciudad de México.
En julio de 2011 un buque turístico llamada "Erick" se hundió en las cercanías de la isla de San Luis, por lo que la armada de México tuvo que rescatar a varias personas.

## Geología
Isla San Luis es un edificio volcánico, encuadrado en la provincia volcánica de Puertecitos (PVP). Las dataciones aportan edades de erupciones hace 11,7 millones de años y otras, muy recientes, de entre 4725 y 1225 años antes del presente.